# جائزة كيبيك الكبرى للدراجات 2011
جائزة كيبيك الكبرى للدراجات 2011 (بالإنجليزية: 2011 Grand Prix Cycliste de Québec)‏ هو سباق دراجات هوائية أقيم بتاريخ 9 سبتمبر 2011، تكون السباق من مرحلة واحدة وامتدّ لمسافة 201.6 كم بسرعة 39.9 كم/س، استغرق السباق 5 ساعة 03 دقيقة 08 ثانية. فاز به البلجيكي فيليب جيلبير وحلّ ثانيا الهولندي روبرت جاسنك بينما حصل على المركز الثالث الكولومبي ريغوبيرتو أوران.

## الترتيب
| م                     | الدرّاج          | البلد    | الزمن                    |
| --------------------- | --------------- | -------- | ------------------------ |
| الفائز بالترتيب العام | فيليب جيلبير    | بلجيكا   | 5 ساعة 03 دقيقة 08 ثانية |
| الثاني                | روبرت جاسنك     | هولندا   |                          |
| الثالث                | ريغوبيرتو أوران | كولومبيا |                          |